# Alter vor Schönheit
Alter vor Schönheit ist eine deutsche Fernseh-Komödie von Thomas Nennstiel aus dem Jahr 2008. Fritz Wepper und Rita Russek sind in den Hauptrollen besetzt, Wanja Mues, Hannes Wegener, Julia Malik, Verena Mundhenke, Zora Holt und Leslie Malton in tragenden Rollen.

## Handlung
Der Werbestratege und Unternehmer Reinhard Waltz ist Playboy und Lebemann, wie er im Buche steht. Als er sein kleines mittelständisches Unternehmen an einen Konzern verkauft, ist er mit einem Mal all seine Schulden los. Fortan, so glaubt er, strebt er an, selbstständig zu arbeiten. Doch plötzlich setzt man ihm einen jungen Werbefachmann vor die Nase, der all seine Entscheidungen und Vorgehensweisen hinterfragt und kritisiert. Reinhard versteht die Welt nicht mehr und findet bei einem älteren Model, einer Frau, die er zuvor für eine Kampagne aufgrund ihres Alters abgelehnt hatte, ein offenes Ohr. 
Was er nicht weiß, Vera Lichtenberg ist gar kein Model, sondern eine Journalistin, die eine Enthüllungsgeschichte über Reinhard und dessen Lebensstil schreiben soll.

## Veröffentlichung, Einschaltquote
Der Film wurde am 15. Dezember 2008 zum ersten Mal im ZDF ausgestrahlt. Dabei wurde er von etwa 4,15 Millionen Zuschauern gesehen, was einem Marktanteil von etwa 14, 4 Prozent entsprach.

## Kritiken
Tilmann P. Gangloff wertete für tittelbach.tv: „Mit ‚Alter vor Schönheit‘ bewegen sich Fritz Wepper und der Komödien-Experte Stefan Rogall auf der sicheren Seite. Der Schauspieler verkörpert einen nicht mehr ganz taufrischen Playboy, der sich vor begeisterten jungen Frauen trotzdem nicht retten kann, seine Werbeagentur aber dennoch zwischenzeitlich gegen die Wand fährt. Der selbstverliebte alte Gockel ist eine wunderbare Rolle für Wepper“ und „in den Dialogduellen erweist sich Russek […] als ebenbürtige Partnerin.“ „Thomas Nennstiel inszeniert die Komödie mit dem nötigen Tempo und erzählt auch schon mal ein ganzes Kapitel mit einem einzigen Schnitt. Dass sich die Geschichte am Ende zum Plädoyer gegen den Jugendwahn wandelt, überrascht nicht weiter und wird den Film fürs ZDF-Publikum (im Schnitt um die sechzig) noch sympathischer machen.“
Prisma urteilte: „Regisseur Thomas Nennstiel (‚Die Masche mit der Liebe‘) nimmt hier gekonnt die Werbebranche und deren Jugendwahn auf den Arm, präsentiert von seinem brillant aufgelegten Hauptdarsteller Fritz Wepper, der hier endlich einmal zeigen kann, welch großes schauspielerisches Potenzial in ihm brach liegt, wenn er in 08/15-Serienrollen zu sehen ist. Drehbuchautor Stefan Rogall (‚Copacabana‘) hatte offensichtlich eine Menge Spaß beim Schreiben. Rogall war es auch, der Wepper bereits die dankbare Rolle in der Komödie ‚Nicht ohne meinen Schwiegervater‘ auf den Leib schrieb.“
Philipp Stendebach kritisiert für quotenmeter: „Der Anfang des von Stefan Rogall geschriebenen Films ist recht gut gelungen.“ „die Figur [des Möchtegernplayboys Reinhard Waltz ist] sehr stimmig etabliert und etwas Komik kommt auf.“ „Bis auf dämliche Ausrutscher wie der Witz mit ‚Germany’s Next Top Moppel‘ können auch die folgenden Minuten überzeugen.“ Doch zunehmend „nimmt der Film stetig an Unterhaltungspotenzial ab. Das liegt keineswegs an den schauspielerischen Leistungen, insbesondere Rita Russek spielt recht authentisch und zufriedenstellend. Unlogische Entwicklungen in der Geschichte folgen auf Langeweile pur und nicht nachvollziehbare Dialogzeilen.“
Das Lexikon des internationalen Films schrieb: Fernseh-„Komödie um einen späten Reifungsprozess und die Einsicht eines unverbesserlichen Mannes, dass auch er noch liebenswerte Seiten besitzt.“
Die Kritiker der Fernsehzeitschrift TV Spielfilm meinten: „Autor Thomas Rogall schrieb Wepper zuvor die Seichtserie ‚Unser Mann im Süden‘ auf den Leib. Hier allerdings glänzen Wepper und Russek gut aufgelegt bei frechen Dialogen über Jugendwahn und Raubtierkapitalismus. Voller Dialogwitz und klasse gespielt.“